# Wereteno
Wereteno (ukr. Веретено) – wieś na Ukrainie, w obwodzie rówieńskim, w rejonie waraskim, w hromadzie Police. W 2001 roku liczyła 474 mieszkańców.